# Pilea peladerosi
Pilea peladerosi är en nässelväxtart som beskrevs av I.A. Grudzinskaja. Pilea peladerosi ingår i släktet pileor, och familjen nässelväxter. Inga underarter finns listade i Catalogue of Life.